# 栗東インターチェンジ

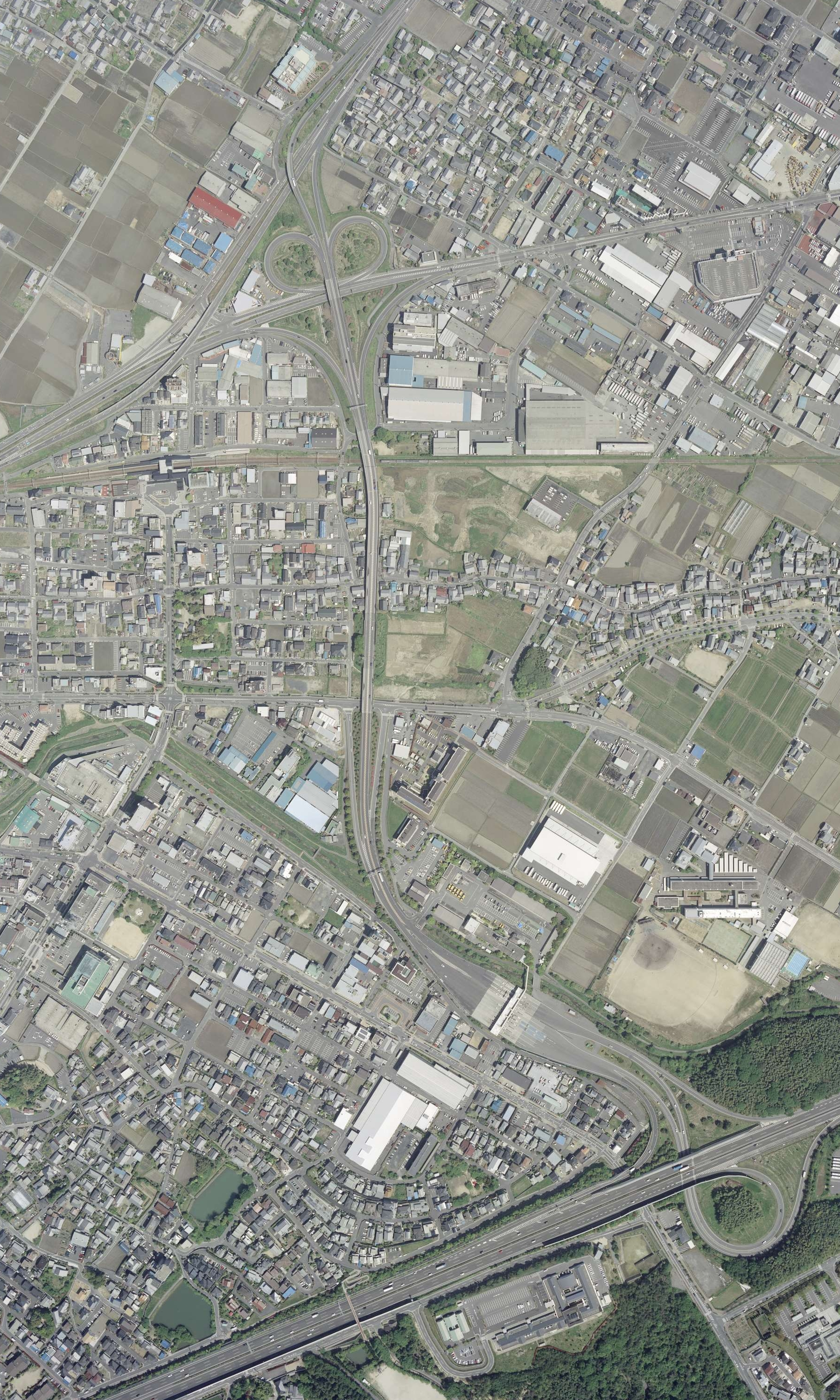
。南側に名神高速道路本線と接続する栗東ICがあり、ランプウェイを介してJR草津線より北側の栗東第二ICで国道1号・国道8号と接続する。この航空写真は2008年に撮影されたもの。

栗東インターチェンジ（りっとうインターチェンジ）は、滋賀県栗東市小野にある名神高速道路のインターチェンジである。
西日本高速道路関西支社滋賀高速道路事務所が併設されている。

## 概要
守山市、野洲市などの最寄りインターチェンジであり、国道1号と国道8号の分岐点に近接してインターチェンジは設置されている。インターチェンジの料金所から国道1号・国道8号までは1kmほど離れているが料金所からそのまま自動車専用道路で各国道まで結ばれている。各国道との合流部を栗東第二インターチェンジ（りっとうだいにインターチェンジ）と呼ぶこともある。また、便宜的に国道1号と国道8号の分岐点を含めて栗東（第二）インターチェンジと呼ぶこともある。
新名神高速道路部分開通後は、当インターから豊田JCT以東の東京方面へは、新名神経由の方が距離は短い。

## 構造
栗東インターチェンジの位置は丘陵部に位置し、本線との接続部はトランペット型である。なお、計画当初はループ部を西宮側に設ける予定だったが、地形を活用するためループを小牧・東京側に設けるよう変更された。ループ内には、古墳（佐世川古墳）がある。ループ内に小山や自然林を残すことで独特な景観を創出している。
名神高速道路の本線から料金所を経て1 km先にクローバー型の立体交差で国道1号・国道8号と接続する。2つの国道に接続する取付道路は延長3.28 kmの間にJR草津線と旧東海道をまたぐ。本線とのインターチェンジに加え、ランプウェイと国道との接続でもう1つインターチェンジを持つ形状のため「第2インターチェンジ」（栗東第二インターチェンジ）と呼ばれるようになる。初めの計画では国道1号まで平面道路を使い、国道との交差点も平面交差とする予定であったが、ドルシュは立体交差による接続を提案し、更に当初計画の接続位置では国鉄草津線（当時）により立体交差が難しいとして現在の接続位置に決められた。1961年（昭和36年）にこの変更計画が発表となり、追加で18,000坪の用地取得が行われた。
バスストップも併設しているが、西日本旅客鉄道（JR西日本）による鉄道路線の輸送改善で利用者が減少したため、2002年の名神ハイウェイバス急行便廃止により、停車するバス路線はなくなった。
西日本高速道路（NEXCO西日本）関西支社滋賀高速道路事務所と滋賀県警察高速道路交通警察隊の本隊が併設されている。これまで滋賀県警の高速道路交通警察隊の本隊は彦根ICに併設されていたが、2008年2月23日に新名神高速道路の亀山JCT - 草津田上ICが開通することにより移転となった。これにより移転前の栗東分駐隊の施設を増築している。

## 利用状況
草津田上インターの開通や新名神の開通、さらに栗東湖南インターの開業などで栗東インターの通行台数は減少したが、現在でも滋賀県内のインターチェンジでは最多となっている。国道1号・国道8号などの幹線道路と連絡しており、栗東インターの利用範囲はかなり広い。栗東インター周辺には物流会社や倉庫、工場などが多く立地しており、日中は通行車両が絶えず、夜間も通行台数は多い。
1965年（昭和40年）の時点では栗東ICから交通量が大幅に増えていたとされ、東名高速道路が未開通であるこの時は東京方面からの長距離交通が名古屋から一宮ICに行かず栗東ICを使うからと考えられる。

## 歴史
- 1963年（昭和38年）7月16日：名神高速道路 尼崎IC - 当ICの開通に伴い供用開始[1][10]。
- 1964年（昭和39年）4月12日：当IC - 関ヶ原ICが供用開始される。
- 1988年（昭和63年）3月17日：改良工事が行われ、料金所のブースが増設される[11]。緑地帯やバスストップを取り壊し、管理棟がインターチェンジの外部に移設された[11]。
- 2018年（平成30年）3月24日：国土交通省の社会実験事業として、高速道路一時退出実験の試行開始[12]（ETC2.0搭載車に限定して、当ICで流出し、隣接する道の駅アグリの郷栗東に立ち寄り後、1時間以内に当ICから再流入して順方向に利用の場合、目的地まで高速道路を降りずに利用した場合と同じ料金に調整される）[13]。
- 2020年（令和2年）3月27日：高速道路一時退出実験の退出可能時間がそれまでの1時間以内から3時間以内に引き上げられる[14]。
- 2022年（令和4年）7月1日 : 高速道路一時退出実験の退出可能時間がそれまでの3時間以内から2時間以内に変更[15]。

## 道路
- E1 名神高速道路（30番）

## 接続する道路
- 国道1号
- 滋賀県道55号上砥山上鈎線
- 国道8号

## 料金所
- ブース数：12[11]

### 入口
- ブース数：5
  - ETC専用：2
  - 一般：3

### 出口
- ブース数：7
  - ETC専用：2
  - 一般：5

開通当初はブース数が入口2・出口5であった。1988年（昭和63年）から12ブースとなり、当時は入口4・出口8であった。

## 周辺
- 栗東郵便局
- 滋賀県立栗東高等学校
- 綾羽高等学校
- 滋賀県立国際情報高等学校
- 西日本旅客鉄道（JR西日本） 琵琶湖線 栗東駅
- 西日本旅客鉄道（JR西日本） 草津線 手原駅
- 琵琶湖カントリー倶楽部
- JRA栗東トレーニングセンター[10]
- 和中散本舗（重要文化財）
- 道の駅アグリの郷栗東
- 栗東市役所
- リチウムエナジージャパン本社・栗東工場
- 栗東歴史民俗博物館

### 栗東市との関係
開通当初は栗東インターチェンジの周辺に主な都市はない状態であり、国道1号や国道8号の沿線地域のサービスに志向していた。当時の滋賀県下は名神高速道路の建設に反対する同盟が盛んに結成されていた一方で、インターチェンジの設置が早くから決定し、地域の発展への期待もあったことから組織的な反対運動は生じなかった。当時の町長が積極的に協力したおかげで1958年（昭和33年）4月から測量を始めることができた。インターチェンジの開通後は交通の要所として滋賀県内でも最もめざましく発展した。地理的には名神高速道路が栗東市内を通過する中間地点にインターチェンジが設けられている。
インターチェンジの設置を機会にインターチェンジをデザインにしたマッチを作るなどして工場の誘致を取り組んだ。栗東ICの設置によって企業や栗東トレーニングセンターが進出し、その関係者が転入したことによって栗東町（当時）の人口は急速に増加している。また、産業面では工業化が進展した一方で、農業の衰退が見られている。田中角栄は『日本列島改造論』で名神高速道路の栗東インターチェンジができたことによって工場1つもない寒村から新興工業地区に成長したと触れている。
栗東ICが所在する栗東市では、栗太郡栗東町の時代に栗東ICをイメージした町章を制定しており、これが市制施行後にも引き継がれている。

## 隣
E1 名神高速道路
(29-3) 栗東湖南IC - (30) 栗東IC - (30-1) 草津JCT